# Sixte III
Pour les articles homonymes, voir Saint Sixte et Sixte.
Sixte III (ou Xystus III) est le 44e évêque de Rome du 31 juillet 432 jusqu'à sa mort le 19 août 440. Son ascension à la papauté est associée à une période de construction dans la ville de Rome. Dans la liturgie catholique, il est commémoré le 19 août.

## Biographie

### Jeunesse et élection
Sixte est né à Rome. Avant son élection, il est déjà une figure marquante du clergé romain : il est un membre influent de l'entourage des papes Zosime, Boniface Ier et Célestin Ier. Après avoir apparemment penché dans sa jeunesse vers les thèses de Pélage, qui fut plus tard condamné comme hérétique, comme le laisse supposer une lettre d'Augustin d'Hippone, il se rallie à une stricte orthodoxie après un échange de lettres avec saint Augustin avec qui il entretient déjà une correspondance. Son élection le 31 juillet 432 n'est donc pas une véritable surprise.

### Questions doctrinales
Son pontificat est caractérisé par des controverses nestoriennes et pélagiennes ; il est faussement accusé de pencher vers ces hérésies en raison de son caractère conciliant. De plus, dans la controverse pélagienne, il fait échouer la tentative de Julien d'Éclane d'être réadmis dans la pleine communion avec l'Église catholique.
En tant que pape, il approuve les Actes du Concile d'Éphèse, dans lesquels le débat sur la nature humaine et divine de Jésus s'est transformé en une discussion sur la question de savoir si Marie pouvait être appelée « Mère de Jésus » en tant qu'homme, ou « Mère du Christ » en tant qu'homme et Dieu. Le concile attribua finalement à Marie le titre grec de Théotokos (« qui a enfanté Dieu »).
L'une de ses principales préoccupations est aussi de résoudre le conflit entre Cyrille d'Alexandrie, principal représentant de l'orthodoxie, et Jean Ier d'Antioche, représentant de la christologie nestorienne modérée. La réconciliation a lieu en 433, marquée par « l'acte d'union », symbole de foi des antiochiens, également accepté par saint Cyrille.
Sixte III convoque un concile pour le siège métropolite de Rome en 433 ,.
Il est l'auteur de neuf épîtres.

### Relations avec les sièges épiscopaux
En 437, il rétablit l'évêque Brice de Tours au siège de Tours, dont il avait été démis sept ans plus tôt pour des accusations qui se révélèrent plus tard infondées.
Il agit avec diplomatie pour faire reconnaître le primat de Rome par l'Église de l'Orient. Il défend avec vigueur les prérogatives du Saint-Siège sur l'Illyrie tant contre les évêques locaux que contre les desseins ambitieux du patriarche Proclus de Constantinople. Enfin, il confirme la position de l'archevêque de Thessalonique comme chef de l'Église illyrienne.

### Gouvernement de Rome

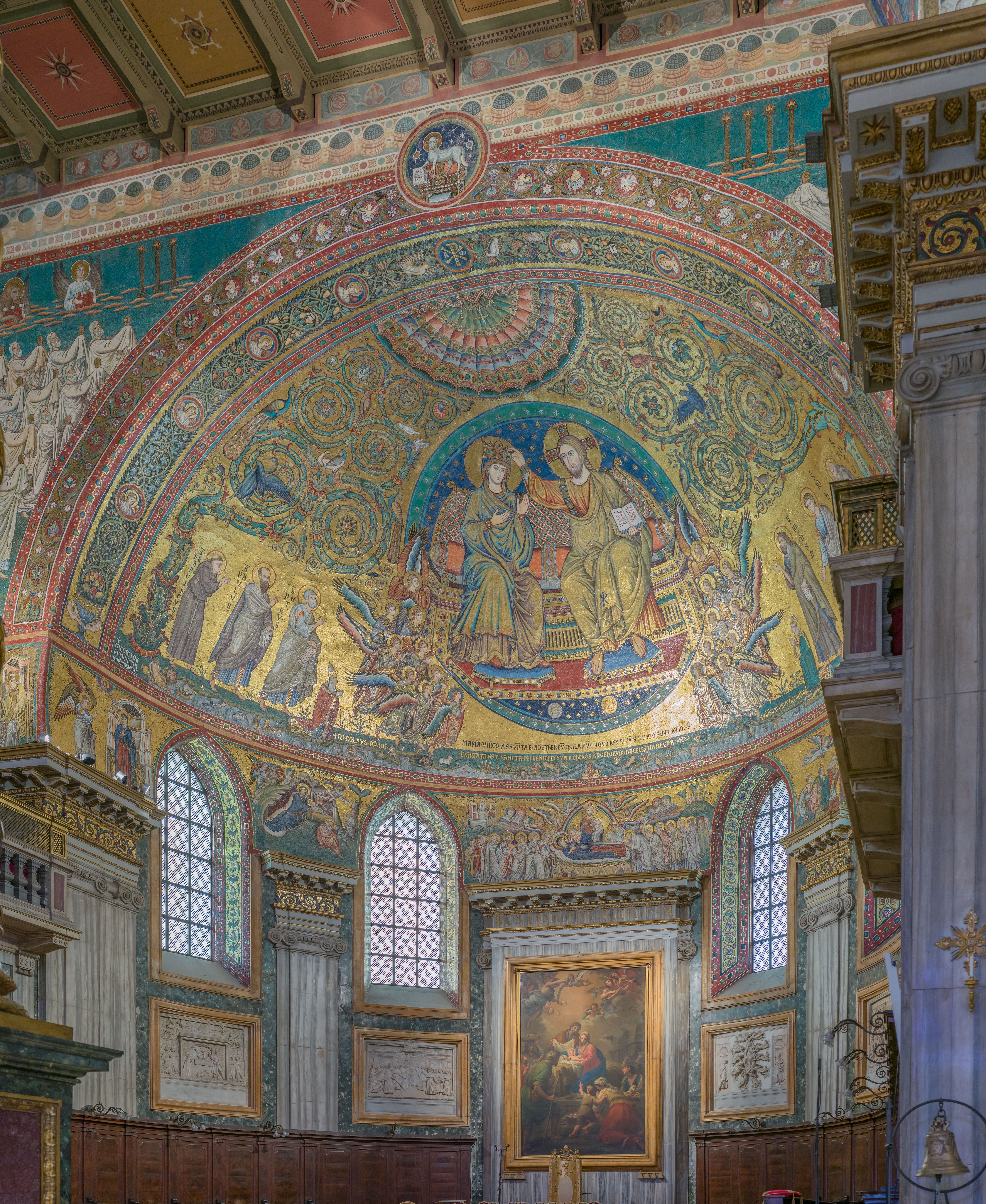
Basilique Sainte-Marie-Majeure à Rome.

Son action se concentre surtout sur la politique de construction et de restauration d'édifices religieux. L'église Santa Sabina de Rome sur l'Aventin est inaugurée sous son pontificat. Il fonde le premier monastère dont on a connaissance à Saint-Sébastien sur la voie Appienne, ainsi que le nouveau baptistère du Latran.
Il rebâtit la basilique libérienne qui devient la basilique Sainte-Marie-Majeure, la première grande basilique mariale construite en hommage direct à Marie, mère de Jésus, qui a été endommagée lors des émeutes occasionnées lors de l'élection du  pape Damase Ier en 366, dont la dédicace à Marie, réitérée par l'inscription « Vierge Marie, tibi Xystus nova tecta dictavi », souligne le dogme édicté par le concile d'Éphèse. L'édifice est érigé à l'emplacement de la basilique construite par le pape Libère (352–366). Sixte III la fait décorer de mosaïques et d'inscriptions qui exaltent la victoire de l'Église sur l'hérésie pélagienne. Le 5 août 434, il consacre la nouvelle basilique, évènement inscrit sur l'arc triomphal de celle-ci.
Il fait ensuite restaurer la basilique Saint-Laurent-hors-les-Murs et enrichit l'antique basilique vaticane et la basilique Saint-Jean-de-Latran de précieux dons obtenus de l'empereur romain Valentinien III. Ces grandes dépenses sont stigmatisées par saint Jérôme, qui n'y reconnaît plus les signes d'un authentique esprit chrétien.

### Mort et enterrement

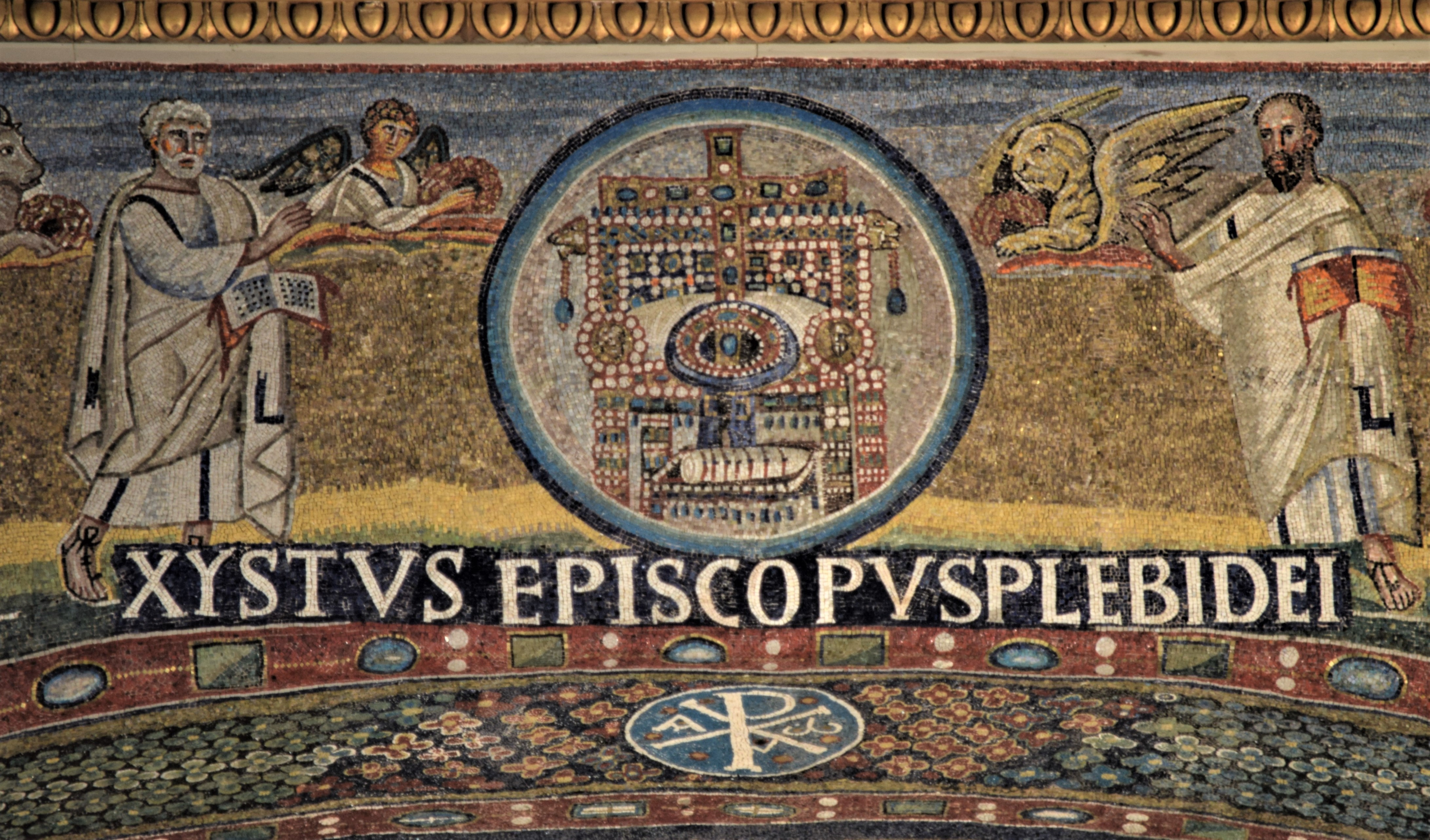
Mosaïque dans la basilique Sainte-Marie-Majeure avec le nom de Sixte III (Xystus Episcopus Plebi Dei (« Sixte évêque du peuple de Dieu »), vers 435.

Sixte III meurt le 19 août 440 ; son successeur est Léon Ier. Il est enterré dans la basilique Saint-Laurent-hors-les-Murs.

## Culte et hommages
Selon l'Église catholique de Rome, sa fête est le 19 août. Il n'apparait comme saint qu'au IXe siècle, dans le Martyrologe d'Adon.
Une grande mosaïque avec une inscription dédicatoire à Sixte III se trouve dans la basilique Sainte-Marie-Majeure.